# Serrastretta
Serrastretta é uma comuna italiana da região da Calábria, província de Catanzaro, com cerca de 3.589 habitantes. Estende-se por uma área de 41 km², tendo uma densidade populacional de 88 hab/km². Faz fronteira com Amato, Decollatura, Feroleto Antico, Lamezia Terme, Miglierina, Pianopoli, Platania, San Pietro Apostolo.

## Demografia
| Variação demográfica do município entre 1861 e 2011                               |
|                                                                                   |
| Fonte: Istituto Nazionale di Statistica (ISTAT) - Elaboração gráfica da Wikipedia |